# Irandhir Santos
Irandhir Santos Pinto (Barreiros, 22 de agosto de 1978) é um ator brasileiro. Ele recebeu vários prêmios ao longo de sua carreira, incluindo um Prêmio APCA, cinco Prêmios Guarani, e um Prêmio Extra, além de ter recebido indicações para sete prêmios Grande Otelo, um Prêmio ACIE, e um Prêmio Qualidade Brasil. Santos é reverenciado por seus trabalhos no cinema, que lhe renderam prêmios nos mais importantes festivais, incluindo um Troféu Kikito de Melhor Ator pelo Festival de Gramado. Recentemente tem se destacado por suas atuações na televisão.
Santos é graduado em Artes Cênicas pela Universidade Federal de Pernambuco. Ele iniciou sua carreira na década de 1990 atuando no teatro, sendo a peça Liberdade, Liberdade (1996) sua estreia profissional. Desde então, Irandhir passou a integrar o elenco de diversas montagens teatrais, até que em 2005 foi convidado para atuar no filme Cinema, Aspirinas e Urubus em uma participação especial como Manoel. Em 2007, ele se destacou no filme Baixio das Bestas como o humilde Maninho. Ele teve sua atuação elogiada pela crítica e foi eleito Melhor Ator Coadjuvante no Festival de Brasília. Após esse trabalho, ele passou a ser requisitado para inúmeros trabalhos no cinema, tornando-se um dos mais premiados atores brasileiros.
Em 2007, fez sua estreia na televisão na minissérie A Pedra do Reino. Ele voltou a ser aclamado pela crítica ao protagonizar o filme de suspense Olhos Azuis como o professor Nonato. Por esse trabalho, ele recebeu vários prêmios, entre eles o seu primeiro Prêmio Guarani, de Melhor Ator Coadjuvante. Em 2011, ele interpretou o ativista Diogo Fraga no filme policial Tropa de Elite 2, ganhando maior popularidade nacional e recebendo sua primeira de sete indicações ao Grande Otelo, prêmio da Academia Brasileira de Cinema. Sua consagração ocorreu ao protagonizar os filmes Febre do Rato (2012) e Tatuagem (2013), pelos quais ele foi eleito Melhor Ator pelo Prêmio Guarani por dois anos consecutivos. No cinema, ainda se destacou seguidamente em filmes como Ausência (2014), A História da Eternidade (2015), Aquarius (2016), O Animal Cordial (2018), Fim de Festa (2020) e Piedade (2021).
Na televisão, ele voltou a atuar em 2014 protagonizando a novela Meu Pedacinho de Chão e a minissérie Amores Roubados, na TV Globo, que lhe renderam muitos elogios, incluindo o Prêmio APCA de melhor ator de televisão. Em 2016, atuou na novela do horário nobre Velho Chico, ganhando o Prêmio Extra de melhor ator coadjuvante. Em Onde Nascem os Fortes (2017) interpretou o líder comunitário Samir. Em 2020, interpretou o grande vilão Álvaro na novela Amor de Mãe, recebendo aclamação da crítica e indicações a vários prêmios. Em 2022, voltou a ter destaque na novela Pantanal na pele de José Lucas de Nada.

## Início da vida

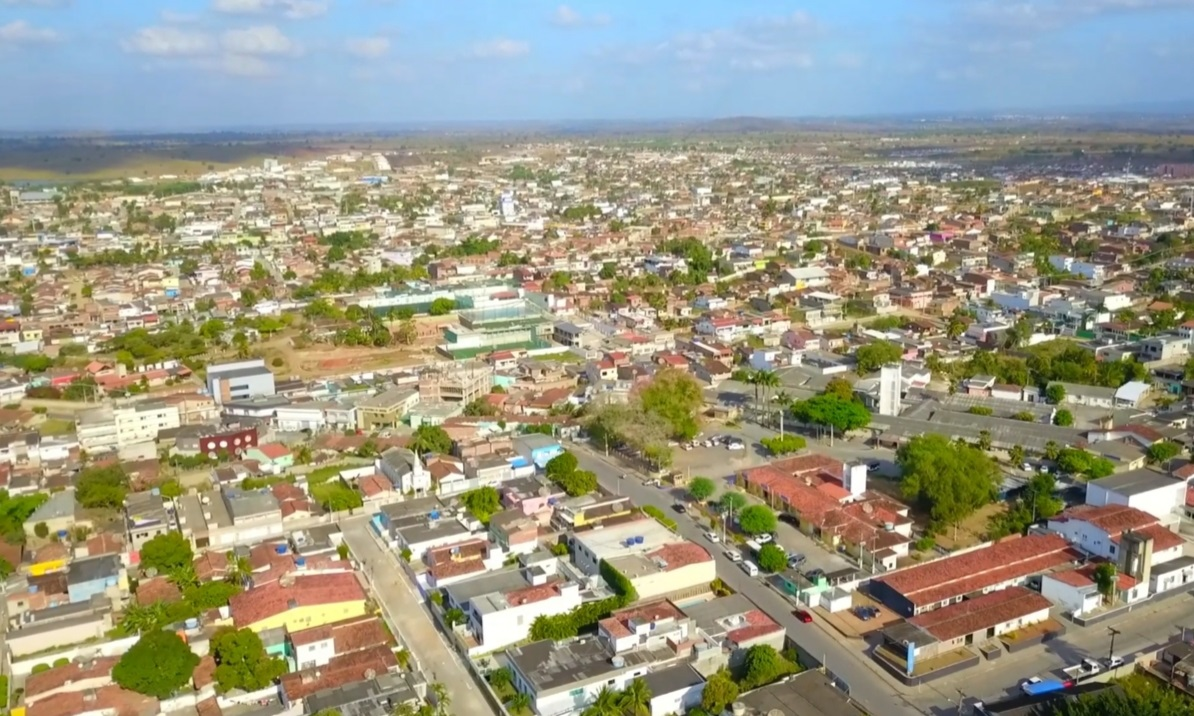
Vista de Limoeiro, onde passou parte de sua vida.

Nascido na cidade de Barreiros, no estado de Pernambuco, Irandhir Santos passou sua infância em diversas localidades do interior pernambucano devido à profissão de seu pai, Marcos Pinto, que trabalhava como gerente de banco e frequentemente era transferido para novas agências. Entre essas mudanças, passou um período mais longo na cidade de Limoeiro, localizada no Agreste Pernambucano, onde sua família, incluindo sua mãe, Helena Luz, se estabeleceu por algum tempo.
Posteriormente, Irandhir mudou-se para o Recife, onde, em 2003, concluiu sua graduação em Licenciatura em Artes Cênicas pela Universidade Federal de Pernambuco (UFPE). Após a formação, iniciou sua carreira artística atuando em peças teatrais, até estrear na televisão com a minissérie A Pedra do Reino, dirigida por Luiz Fernando Carvalho, que foi responsável por reconhecê-lo como um grande talento. Desde então, Irandhir consolidou sua trajetória no audiovisual, integrando o elenco de diversos filmes, especialmente no Cinema de Pernambuco, onde trabalhou com renomados cineastas locais, como Marcelo Gomes, Cláudio Assis, Hilton Lacerda e Kleber Mendonça Filho.

## Carreira

### Filmes independentes e reconhecimento (2005—2013)

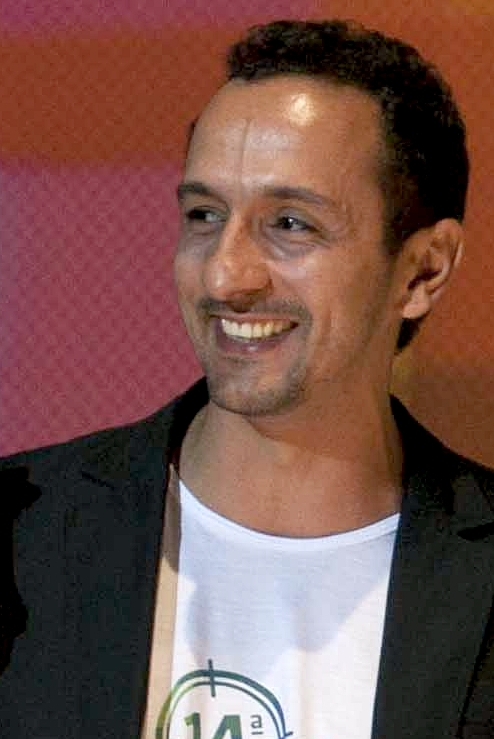
Santos na Mostra de Cinema de Tiradentes, em Minas Gerais.

Após seus estudos na UFPE, foi convidado para fazer uma participação especial no filme Cinema, Aspirinas e Urubus, em 2005, sendo dirigido por Marcelo Gomes, onde fez uma participação especial como Manoel, entrando pela primeira vez em um set de filmagens. Dois anos mais tarde, retorna ao cinema iniciando uma longa parceria com o cineasta Cláudio Assis ao filmar o drama Baixio das Bestas, lançado em 2007, interpretando o humilde Maninho, por quem a protagonista se apaixona. O filme, que gerou bastante polêmica com cenas fortes e bastante explicitas, reflete sobre a condição da mulher desprotegida, abordando temas dramáticos como a prostituição ilegal e a exploração sexual de menores. Ele recebeu elogios da crítica por sua atuação e foi eleito Melhor Ator Coadjuvante pelo Festival de Brasília.
Ainda em 2007, está no elenco do filme Amigos de Risco, de Daniel Bandeira, onde esteve em um dos papéis protagonistas, o Joca, um dos três amigos que curtem uma noite de festa e perigos. No mesmo ano, iniciou sua trajetória na televisão na minissérie A Pedra do Reino, da TV Globo, interpretando o protagonista Dom Pedro Diniz Quaderna, pelo qual foi nomeado na categoria de Melhor Ator Revelação no Prêmio Contigo! de TV e Prêmio Qualidade Brasil. Foi dirigido por Luiz Fernando Carvalho, que realizou uma intensa pesquisa em busca de talentos por todo o sertão nordestino.
Em 2008, esteve em dois curtas-metragens, A Vida é Curta e Décimo Segundo. Em 2009, teve maior notoriedade ao estrelar o filme Olhos Azuis, filme de repercussão internacional dirigido por José Joffily, onde ele esteve ao lado do ator norte-americano David Rasche. O filme acompanha o agente de aeroporto Marshall (Rasche), que humilha imigrantes latinos em Nova Iorque, incluindo o brasileiro Nonato (Santos), cuja entrevista termina em tragédia. Anos depois, Marshall viaja ao Brasil, onde, com a ajuda da prostituta Bia, segue até Petrolina para encontrar Luiza, a filha de Nonato. Ainda neste ano, interpretou Noca em Besouro e foi narrador do longa Viajo porque Preciso, Volto porque Te Amo como José Renato.
Em 2010, intensificou seus trabalhos no cinema, iniciando pelo curta-metragem Azul, de Eric Laurence, atuando ao lado de Zezita de Matos. Esteve no elenco da grande produção Quincas Berro d'Água, de Sérgio Machado, estrelada por Paulo José no papel título, onde interpretou Cabo Martim. Ainda iniciou a década vivendo o ativista Diogo Fraga em Tropa de Elite 2: O Inimigo Agora É Outro e Wanderley em O Senhor do Labirinto, de Geraldo Motta, sobre a história de Arthur Bispo do Rosário.
Em 2012, teve outro grande momento de sua carreira ao protagonizar o elogiado filme A Febre do Rato, novamente sendo dirigido por Cláudio Assis. O título se refere a uma expressão típica do Nordeste, que significa estar "fora de controle", e representa o protagonista Zizo, interpretado por Santos, um poeta anarquista que publica um jornal que tem o mesmo nome que o filme. Zizo se interessa por Eneida (Nanda Costa), que o rejeita. Em 2013, foi novamente aclamado por sua interpretação no premiado filme O Som ao Redor, de Kleber Mendonça Filho, no papel do segurança Clodoaldo.
Em Tatuagem (2013), dirigido por Hilton Lacerda, destacou-se na pele do artista Clécio Wanderley, sendo eleito Melhor Ator no Festival de Gramado. O filme se ambienta em 1978 e acompanha um grupo de artistas provoca a moral e os bons costumes pregado pela ditadura militar, ainda atuante mas demonstrando sinais de esgotamento, num cabaré/teatro. Clécio é o líder do grupo e é nesse cenário que conhece o soldado Fininha (Jesuíta Barbosa), um garoto de 18 anos que muda a vida de Clécio. Além disso, também foi narrador na curta-metragem Deixem Diana em Paz.

### Ascensão nacional na televisão (2014—2018)
Em 2014, voltou a atuar na televisão na pele de Zelão na telenovela Meu Pedacinho de Chão, a convite do diretor Luiz Fernando Carvalho. Numa trama de fantasia, ele interpretou um dos protagonista, um peão que se apaixona platonicamente pela professora Juliana (Bruna Linzmeyer). O sucesso do personagem lhe rendeu convite para atuar na minissérie Amores Roubados (2014), também na TV Globo, no papel de João, braço-direito e afilhado de Jaime (Murilo Benício), é leal ao padrinho e disposto a tudo, até cometer crimes. Ele executa o plano de Jaime para eliminar Leandro (Cauã Reymond), com o apoio de Bigode de Arame (César Ferrario). Apaixonado por Antônia (Ísis Valverde), filha de Jaime, sofre por não ser correspondido.
Ainda em 2014, participou de cinco filmes: o drama musical A História da Eternidade como Joãozinho, um dos moradores de um pequeno vilarejo no Sertão, onde se ambienta a trama; o drama Ausência, no papel do professor Ney; o drama histórico A Luneta do Tempo, onde interpretou o cangaceiro Lampião;  Obra, como o protagonista João Carlos de Almeida Neto;  e, Permanência, como o fotógrafo Ivo, que sai de Recife e viaja a São Paulo para inaugurar a sua primeira exposição individual. Em 2015, aparece como Quim em A Hora e a Vez de Augusto Matraga.
Em 2016, mais uma vez é dirigido por Luiz Fernando Carvalho, dessa vez na novela Velho Chico, escrita por Benedito Ruy Barbosa para o horário nobre da TV Globo. Ele deu vida a Bento dos Anjos, um dos integrantes da família dos Anjos na Fazenda Piatã. Seu personagem saiu do sertão para Recife com o propósito de estudar Agronomia. Foi lá que entrou em contato com a política. Volta a Grotas e torna-se vereador, pelo partido que faz oposição ao do Coronel Afrânio (Antônio Fagundes). Ainda em 2016, esteve no elenco do filme Aquarius, segunda colaboração do Kleber Mendonça Filho, no papel do salva-vidas Roberval.
Em 2017, encarnou Nael na minissérie Dois Irmãos, adaptação de Luiz Fernando Carvalho do romance homônimo de Milton Hatoum. Ainda, estrelou com Júlio Andrade o filme dramático Redemoinho, de José Luiz Villamarim, onde interpretam dois amigos se reencontram após muito tempo afastados e têm a oportunidade de reavaliar seus caminhos e de falar sobre suas lembranças, seus remorsos e suas alegrias.
Em 2018, atuou no filme de terror O Animal Cordial, dirigido por Gabriela Amaral Almeida, interpretando o chef de cozinha Djair, numa trama que se passa unicamente em um restaurante que sofre um assalto. Por fim, participou da série Onde Nascem os Fortes como o líder religioso Samir, um homem bondoso e altruísta, que escolheu dedicar sua vida a ajudar o próximo após enfrentar uma profunda decepção. No passado, teve uma relação próxima com Pedro Gouveia, com quem ainda mantém uma amizade cordial. No entanto, vive sob a constante pressão de Ramiro, que cobiça as valiosas terras do lajedo, conhecidas por suas riquezas em bentonita. Concluiu participando como ele mesmo na obra Iran.

### Ator consolidado (2019—presente)
Em 2019, foi convidado para atuar na novela Amor de Mãe, de Manuela Dias, onde ganhou repercussão como o vilão Álvaro da Nóbrega, um poderoso empresário que faz de tudo para aumentar seus negócios. Inicialmente, Vitória (Taís Araújo) atua a seu serviço, protegendo seus interesses. Seu objetivo é adquirir a maior parte dos imóveis no bairro do Passeio para expandir sua empresa, incluindo o terreno do restaurante de Thelma (Adriana Esteves) e a escola onde Camila (Jéssica Ellen) leciona. Determinado a alcançar seus fins, não hesita em ultrapassar limites e prejudicar quem estiver em seu caminho.
Em 2020, protagoniza o filme Fim de Festa, de Hilton Lacerda, no papel do policial civil Breno Wanderley, que está de férias mas precisa voltar ao trabalho ao ocorrer um assassinato misterioso em sua casa durante uma festa de seu filho. Por esse trabalho, recebeu o Prêmio Guarani de Melhor Ator. Em 2021, volta ao cinema com Cláudio Assis sendo um dos protagonistas do polêmico filme Piedade, ao lado de Fernanda Montenegro, Matheus Nachtergaele e Cauã Reymond, no papel de Omar Sharif, um dos afetados pela indústria do petróleo na cidade onde se passa a trama. O filme recebeu avaliações positivas da crítica, com ênfase na atuação do elenco, que rendeu a Irandhir a indicação ao Grande Otelo e Prêmio Guarani e Melhor Ator.
Em 2022, volta às novelas com grande repercussão na regravação de Pantanal, adaptação de Bruno Luperi da obra homônima de Benedito Ruy Barbosa exibida em 1990 na TV Manchete. Na primeira fase, ele interpretou Joventino Leôncio, o Velho do Rio, posteriormente interpretado por Osmar Prado. Na segunda fase, foi um dos protagonista, José Lucas Leôncio, filho bastardo de José Leôncio (Marcos Palmeira), que ele teve durante uma relação casual. José Lucas, chamado "De Nada" por ser filho de pai desconhecido, cresceu sem privilégios e com muito orgulho, recusando qualquer favor. Foi criado pela mãe, pela avó e por amigos próximos, moldando sua personalidade resiliente.
Em 2024, foi novamente convidado para uma regravação, sendo Tião Galinha em Renascer, refilmagem da novela de mesmo nome exibida em 1993 pela TV Globo (onde, na ocasião, o personagem foi vivido pelo ator Osmar Prado). Seu personagem é um simples catador de caranguejos e empregado explorado por Egídio (Vladimir Brichta), ele é um homem humilde, mas com grandes sonhos. Sonha em escapar da pobreza e proporcionar uma vida de luxo para sua mulher, Joaninha (Alice Carvalho). Seu nome vem do hábito de carregar uma galinha sob o braço, com a esperança de proteger a ave que chocar o ovo que lhe dará um "diabinho", semelhante ao que José Inocêncio guarda em uma garrafa.

## Vida pessoal
Discreto quando a sua vida pessoal, o ator não expõe muitas informações na mídia. Desde 2014, Santos é casado com o escritor e professor Roberto Efrem Filho. O casal reside na cidade de Recife, Pernambuco.

## Filmografia

### Televisão
| Ano       | Título                | Personagem                              | Nota(s)                     |
| --------- | --------------------- | --------------------------------------- | --------------------------- |
| 2007      | A Pedra do Reino      | Dom Pedro Diniz Quaderna                |                             |
| 2014      | Amores Roubados       | João da Silva                           |                             |
| 2014      | Meu Pedacinho de Chão | José Aparecido Menezes (Zelão)          |                             |
| 2016      | Velho Chico           | Bento dos Anjos                         |                             |
| 2017      | Dois Irmãos           | Nael                                    |                             |
| 2018      | Onde Nascem os Fortes | Samir                                   |                             |
| 2019–2021 | Amor de Mãe           | Álvaro da Nóbrega                       |                             |
| 2022      | Pantanal              | Joventino Leôncio                       | Episódios: "28–29 de março" |
| 2022      | Pantanal              | José Lucas Leôncio / José Lucas de Nada |                             |
| 2024      | Renascer              | Sebastião de Pádua (Tião Galinha)       |                             |
| 2025      | Guerreiros do Sol     | Arduino Alencar                         |                             |

### Cinema
| Ano  | Título                                    | Personagem                            | Nota(s)        |
| ---- | ----------------------------------------- | ------------------------------------- | -------------- |
| 2005 | Cinema, Aspirinas e Urubus                | Manoel                                |                |
| 2007 | Baixio das Bestas                         | Maninho                               |                |
| 2007 | Amigos de Risco                           | Joca                                  |                |
| 2008 | Décimo Segundo                            | Anônimo                               | Curta-metragem |
| 2008 | A Vida é Curta                            | Hector Fau                            | Curta-metragem |
| 2009 | Olhos Azuis                               | Nonato                                |                |
| 2009 | Viajo porque Preciso, Volto porque Te Amo | Narrador (apenas voz)                 |                |
| 2009 | Besouro                                   | Noca                                  |                |
| 2010 | Quincas Berro d'Água                      | Cabo Martin                           |                |
| 2010 | Tropa de Elite 2: O Inimigo Agora É Outro | Diogo Fraga                           |                |
| 2010 | O Senhor do Labirinto                     | Wanderley                             |                |
| 2010 | Azul                                      | Anônimo                               | Curta-metragem |
| 2012 | Febre do Rato                             | Zizo                                  |                |
| 2013 | O Som ao Redor                            | Clodoaldo Pereira dos Santos          |                |
| 2013 | Tatuagem                                  | Clécio Wanderley                      |                |
| 2013 | Deixem Diana em Paz                       | Amigo (apenas voz)                    | Curta-metragem |
| 2014 | A Luneta do Tempo                         | Virgulino Ferreira da Silva (Lampião) |                |
| 2014 | Obra                                      | João                                  |                |
| 2014 | Permanência                               | Ivo                                   |                |
| 2015 | Ausência                                  | Ney                                   |                |
| 2015 | A História da Eternidade                  | Joãozinho                             |                |
| 2015 | A Hora e a Vez de Augusto Matraga         | Quim                                  |                |
| 2016 | Aquarius                                  | Roberval                              |                |
| 2017 | Redemoinho                                | Luzimar                               |                |
| 2018 | O Animal Cordial                          | Djair                                 |                |
| 2019 | Iran                                      | Ele mesmo                             | Documentário   |
| 2020 | Fim de Festa                              | Breno Wanderely                       |                |
| 2021 | Enquanto o Céu Não Me Espera              | Vicente                               |                |
| 2021 | A Mesma Parte de um Homem                 | Luís                                  |                |
| 2021 | Piedade                                   | Omar Sharif Bezerra                   |                |
| 2025 | Os Enforcados                             | Valério                               |                |

## Teatro
| Ano  | Título                        | Personagem | Nota(s)             |
| ---- | ----------------------------- | ---------- | ------------------- |
| 1996 | Liberdade, liberdade          |            |                     |
| 1997 | Duos: um olhar sobre o amor   |            |                     |
| 1999 | A Importância de ser Prudente |            |                     |
| 2000 | Ai, Serpente!                 |            |                     |
| 2000 | A Ver Estrelas                |            |                     |
| 2000 | Alheio                        |            |                     |
| 2000 | Cenas de uma Paixão           |            | Também como diretor |
| 2003 | Flash Clown                   |            |                     |
| 2003 | O Rapto de Rodolfo            |            |                     |
| 2004 | Quem Tem, Tem Medo!           |            |                     |

## Reconhecimentos

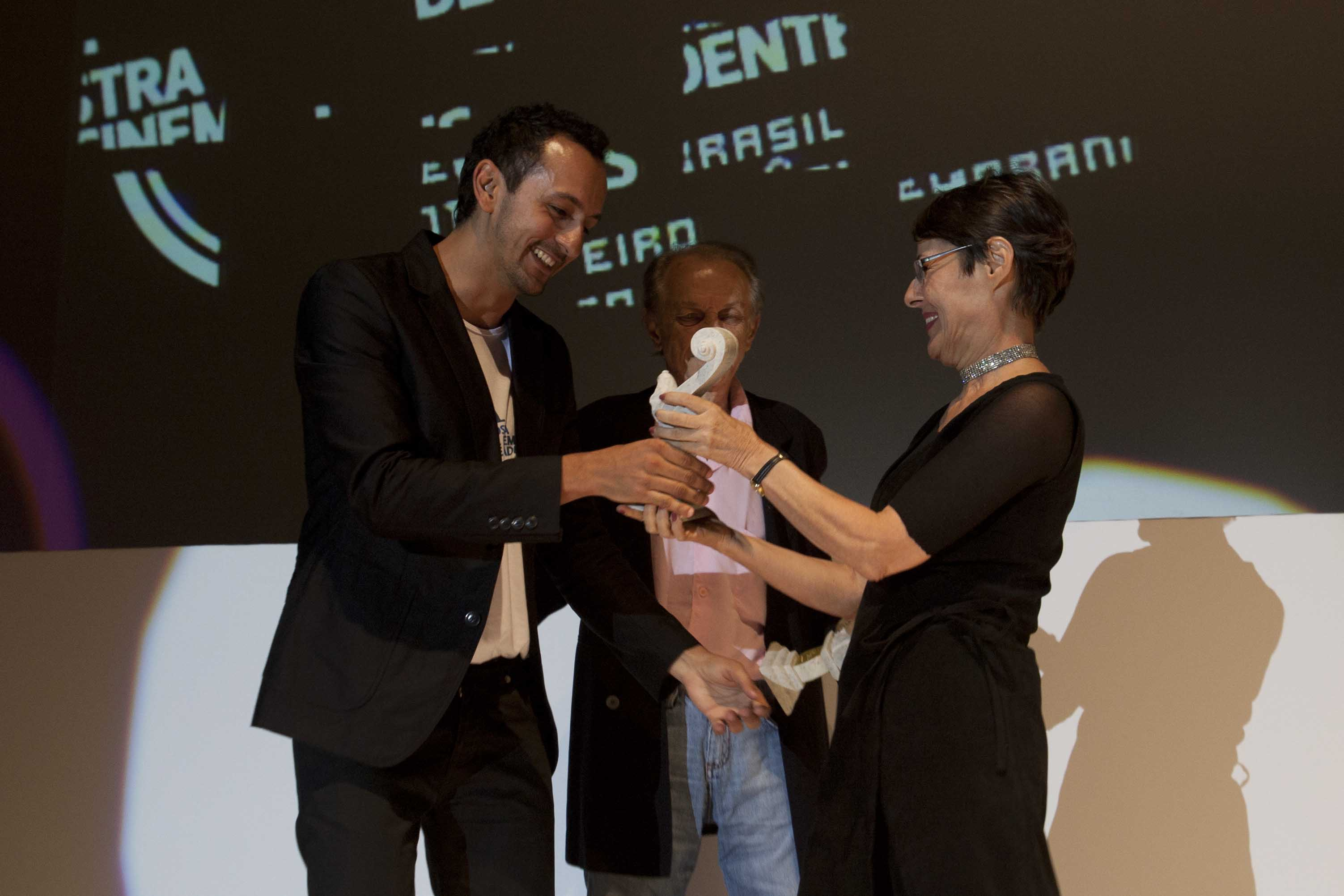
Santos recebe o prêmio da Mostra de Cinema de Tiradentes, em 2013.

Em 2006, Irandhir Santos conquistou o Troféu Candango no Festival de Cinema de Brasília como Melhor Ator Coadjuvante, por sua atuação no premiado Baixio das Bestas, de Cláudio Assis. No ano de 2008 recebeu dois prêmios na categoria Melhor Ator, um no Festival Cine Ceará e outro no Vitória Cine Vídeo, ambos por sua atuação no curta-metragem Décimo Segundo, de Leonardo Lacca. Em 2009, desta vez por seu trabalho em Olhos Azuis, de José Joffily, Irandhir conquistou o Troféu Menina de Ouro do Festival Paulínia de Cinema, como Melhor Ator Coadjuvante.
No ano de 2010, suas atuações em Olhos Azuis e Viajo Porque Preciso, Volto Porque Te Amo, este último dirigido por Marcelo Gomes e Karin Aïnouz, garantiram-lhe o prêmio de Melhor Ator no Festival de Cinema Brasileiro em Paris, sendo tal prêmio compartilhado com o ator norte-americano David Rasche, protagonista do citado Olhos Azuis. Também em 2010, e em razão do mencionado trabalho junto a Gomes e Aïnouz, Irandhir recebeu o prêmio de Melhor Ator no Festival de Cinema de Triunfo. A atuação de Irandhir em Olhos Azuis garantiu-lhe mais três prêmios, ainda no ano de 2010: o de Melhor Ator no Festival de Cinema Brasileiro de Miami, o de Melhor Ator Coadjuvante no FestCine Goiânia e o de Melhor Ator Coadjuvante no FestNatal.
No início de 2011, Irandhir Santos foi agraciado com o Troféu Barroco, sendo o ator homenageado da 14ª Mostra de Cinema de Tiradentes, a qual também homenageou o cineasta Paulo César Saraceni. A 14ª Mostra aconteceu de 21 a 29 de janeiro e exibiu, dentro da sua extensa programação, quatro filmes dos quais Irandhir participou: os curtas Azul e Décimo Segundo e os longas Olhos Azuis e Tropa de Elite 2. Em julho de 2011, o juri oficial do Festival de Paulínia concedeu a Irandhir Santos seu segundo Troféu Menina de Ouro. Irandhir recebeu o prêmio de Melhor Ator em decorrência de sua atuação em Febre do Rato, filme de Cláudio Assis. Em agosto do mesmo ano, foi um dos atores homenageados no 4º Festival de Cinema de Triunfo, recebendo seu segundo Troféu Careta. Também no ano de 2011, desta vez em setembro, Irandhir foi escolhido pelo júri oficial do Prêmio Contigo de Cinema como o Melhor Ator Coadjuvante do ano, por sua atuação em Tropa de Elite 2, filme de José Padilha.
Em março e setembro de 2012, a personagem "Nonato", de Olhos Azuis, rendeu a Irandhir mais dois prêmios: o primeiro deles, de Melhor Ator, veio do Festival Anápolis de Cinema; e o segundo, de Melhor Ator Coadjuvante, decorreu do Araxá Cine Festival. Ambos os eventos reuniram filmes anteriormente premiados em outros festivais. Em agosto de 2012, com a exibição de Febre do Rato na quinta edição do Festival de Cinema de Triunfo, Irandhir Santos recebeu mais um Troféu Careta, o terceiro de sua trajetória.
Em abril de 2013, Irandhir Santos recebeu, do júri oficial do Festival SESC Melhores Filmes, o prêmio de Melhor Ator por seu trabalho em Febre do Rato. Em maio, Irandhir foi um dos homenageados do III Festival Anápolis de Cinema. Em junho do mesmo ano, o júri do Prêmio FIESP/SESI de Cinema concedeu a Irandhir o troféu de Melhor Ator por sua atuação em "Febre do Rato". Já em agosto, o júri oficial do Festival de Cinema de Gramado premiou Irandhir com o Kikito de Melhor Ator, agora por sua participação decisiva no longa-metragem Tatuagem, do diretor Hilton Lacerda. Em dezembro de 2013, Tatuagem também concedeu a Irandhir umas das mais importantes distinções do cinema: o "Premio Coral a la mejor contribución artística" oferecido pelo júri oficial do Festival Internacional del Nuevo Cine Latinoamericano de La Habana, de Havana, Cuba.
Em Janeiro de 2014, o VII Festival Vale Curtas homenageou Irandhir Santos pelo conjunto de sua obra, concedendo a ele o Troféu Cari e exibindo, nas cidades de Petrolina e Juazeiro, diversos dos seus filmes, como Febre do Rato, Décimo Segundo e Tatuagem. Em fevereiro do mesmo ano, o júri do Festival de Cinema e Vídeo de Cuiabá concedeu a Irandhir o prêmio de Melhor Ator por sua atuação em Tatuagem. No mês seguinte, Tatuagem trouxe a Irandhir Santos mais um prêmio significativo: o prêmio "Mauricio Litman de mejor actor", por ocasião do Festival Internacional de Cinema de Punta del Este, no Uruguai.
Abril de 2014 premiou Irandhir Santos três vezes, todas elas por sua atuação em "Tatuagem". O ator foi eleito pelo público e pela crítica o Melhor Ator no Festival Sesc Melhores Filmes. Além disso, ele recebeu o troféu de Melhor Ator em razão da 10ª edição do Prêmio FIESP / SESI - SP de Cinema. Já em maio, o júri oficial do IV Anápolis Festival de Cinema decidiu compartilhar o prêmio de melhor atuação masculina entre três atores do mesmo "Tatuagem": Irandhir dividiu o prêmio com Jesuíta Barbosa e Rodrigo García.
Em julho de 2014, Irandhir Santos foi congratulado com a terceira "Menina de Ouro" de sua trajetória. O ator recebeu o prêmio de Melhor Ator do júri oficial do 6º Paulínia Film Festival em razão de sua atuação no longa-metragem "A História da Eternidade", de Camilo Cavalcante. Em agosto, Irandhir recebeu seu quarto "Troféu Careta", compartilhado desta vez com Jesuíta Barbosa: o júri oficial do 7º Festival de Cinema de Triunfo concedeu aos dois atores o prêmio de "Melhor ator" por suas atuações em "Tatuagem", de Hilton Lacerda. Em setembro de 2014, "A História da Eternidade" trouxe a Irandhir Santos o seu segundo troféu "Marlin Azul": o júri do 21º Festival de Cinema de Vitória concedeu a Irandhir o prêmio de "Melhor Interpretação" (entre atores e atrizes).
Em outubro de 2016, Irandhir foi o ator homenageado na 16ª edição do Goiânia Mostra Curtas, sendo exibido na ocasião o curta-metragem "Décimo Segundo" (2007), de Leonardo Lacca. Em seu discurso de agradecimento, Irandhir dedicou a homenagem a seu amigo recém-falecido, Domingos Montagner, com quem contracenou na telenovela "Velho Chico", da Rede Globo.

### Prêmios e indicações
| Ano  | Festival                                           | Categoria                                  | Trabalho                                                | Resultado |
| ---- | -------------------------------------------------- | ------------------------------------------ | ------------------------------------------------------- | --------- |
| 2006 | Festival de Brasília                               | Melhor Ator Coadjuvante                    | Baixio das Bestas                                       | Vencedor  |
| 2007 | Prêmio Qualidade Brasil                            | Melhor Ator Revelação de Teledramaturgia   | A Pedra do Reino                                        | Indicado  |
| 2008 | Prêmio Contigo! de TV                              | Melhor Ator Revelação                      | A Pedra do Reino                                        | Indicado  |
| 2008 | Vitória Cine Vídeo                                 | Melhor Ator                                | Décimo Segundo                                          | Vencedor  |
| 2008 | Cine Ceará                                         | Melhor Ator                                | Décimo Segundo                                          | Vencedor  |
| 2009 | Festival Paulínia de Cinema                        | Melhor Ator Coadjuvante                    | Olhos Azuis                                             | Vencedor  |
| 2010 | FestNatal                                          | Melhor Ator Coadjuvante                    | Olhos Azuis                                             | Vencedor  |
| 2010 | FestCine Goiânia                                   | Melhor Ator Coadjuvante                    | Olhos Azuis                                             | Vencedor  |
| 2010 | Brazilian Film Festival of Miami                   | Melhor Ator                                | Olhos Azuis                                             | Vencedor  |
| 2010 | Festival de Cinema de Triunfo                      | Melhor Ator                                | Viajo Porque Preciso, Volto Porque Te Amo               | Vencedor  |
| 2010 | Festival de Cinema Brasileiro de Paris             | Melhor Ator                                | Olhos Azuis e Viajo Porque Preciso, Volto Porque Te Amo | Vencedor  |
| 2011 | Prêmio Contigo de Cinema                           | Melhor Ator Coadjuvante                    | Tropa de Elite 2                                        | Vencedor  |
| 2011 | Festival de Cinema de Triunfo                      | Homenageado                                | Conjunto da obra                                        | Vencedor  |
| 2011 | Mostra de Cinema de Tiradentes                     | Homenageado                                | Conjunto da obra                                        | Vencedor  |
| 2011 | Festival Paulínia de Cinema                        | Melhor Ator                                | Febre do Rato                                           | Vencedor  |
| 2012 | Festival de Cinema de Triunfo                      | Melhor Ator                                | Febre do Rato                                           | Vencedor  |
| 2012 | Prêmio Quem de Cinema                              | Melhor Ator                                | Febre do Rato                                           | Indicado  |
| 2012 | Araxá Cine Festival                                | Melhor Ator Coadjuvante                    | Olhos Azuis                                             | Vencedor  |
| 2012 | Festival Anápolis de Cinema                        | Melhor Ator                                | Olhos Azuis                                             | Vencedor  |
| 2013 | Festival de Havana                                 | Melhor contribuição artística              | Tatuagem                                                | Vencedor  |
| 2013 | Festival de Gramado                                | Melhor Ator                                | Tatuagem                                                | Vencedor  |
| 2013 | Prêmio Quem de Cinema                              | Melhor Ator de Cinema                      | Tatuagem                                                | Indicado  |
| 2013 | Festival Anápolis de Cinema                        | Homenageado                                | Conjunto da obra                                        | Vencedor  |
| 2013 | Prêmio FIESP/SESI de Cinema                        | Melhor Ator                                | Febre do Rato                                           | Vencedor  |
| 2013 | Festival SESC Melhores Filmes                      | Melhor Ator                                | Febre do Rato                                           | Vencedor  |
| 2014 | Festival Internacional de Cinema da Fronteira      | Melhor Ator                                | Permanência                                             | Vencedor  |
| 2014 | Festival Paulínia de Cinema                        | Melhor Ator                                | A História da Eternidade                                | Vencedor  |
| 2014 | Festival de Cinema de Vitória                      | Melhor Ator                                | A História da Eternidade                                | Vencedor  |
| 2014 | Festival de Cinema de Triunfo                      | Melhor Ator                                | Tatuagem                                                | Vencedor  |
| 2014 | Anápolis Festival de Cinema                        | Melhor Ator                                | Tatuagem                                                | Vencedor  |
| 2014 | Prêmio FIESP/SESI de Cinema                        | Melhor Ator                                | Tatuagem                                                | Vencedor  |
| 2014 | Festival Sesc Melhores Filmes                      | Melhor Ator                                | Tatuagem                                                | Vencedor  |
| 2014 | Festival Internacional de Cinema de Punta del Este | Melhor Ator                                | Tatuagem                                                | Vencedor  |
| 2014 | Festival de Cinema e Vídeo de Cuiabá               | Melhor Ator                                | Tatuagem                                                | Vencedor  |
| 2014 | Vale Curtas                                        | Homenageado                                | Conjunto da obra                                        | Vencedor  |
| 2014 | Melhores do UOL e PopTevê                          | Ator/Atriz Revelação                       | Amores Roubados                                         | Indicado  |
| 2014 | Troféu APCA                                        | Melhor Ator (televisão)                    | Amores Roubados e Meu Pedacinho de Chão                 | Vencedor  |
| 2014 | Melhores do Ano Minha Novela                       | Revelação                                  | Amores Roubados e Meu Pedacinho de Chão                 | Indicado  |
| 2014 | Melhores do Ano Minha Novela                       | Melhor Casal (com Bruna Linzmeyer)         | Meu Pedacinho de Chão                                   | Indicado  |
| 2014 | Prêmio Contigo! de TV                              | Melhor Revelação                           | Meu Pedacinho de Chão                                   | Indicado  |
| 2014 | Prêmio Extra de Televisão                          | Melhor Ator                                | Meu Pedacinho de Chão                                   | Indicado  |
| 2014 | Melhores do Ano                                    | Melhor Ator Revelação                      | Meu Pedacinho de Chão                                   | Indicado  |
| 2014 | Prêmio F5                                          | Ator do Ano (novela)                       | Meu Pedacinho de Chão                                   | Indicado  |
| 2014 | Prêmio Quem de Televisão                           | Melhor Ator                                | Meu Pedacinho de Chão                                   | Venceu    |
| 2016 | Prêmio Extra de Televisão                          | Melhor Ator Coadjuvante                    | Velho Chico                                             | Venceu    |
| 2016 | Troféu UOL TV e Famosos                            | Melhor Ator                                | Velho Chico                                             | Indicado  |
| 2016 | Prêmio Guarani de Cinema Brasileiro                | Melhor Ator                                | Obra                                                    | Indicado  |
| 2016 | Prêmio Guarani de Cinema Brasileiro                | Melhor Ator Coadjuvante                    | A História da Eternidade                                | Venceu    |
| 2016 | 16ª Goiânia Mostra Curtas                          | Homenageado                                | Conjunto da obra                                        | Venceu    |
| 2018 | Grande Prêmio do Cinema Brasileiro                 | Melhor Ator                                | Redemoinho                                              | Indicado  |
| 2018 | Prêmio Guarani de Cinema Brasileiro                | Melhor Ator                                | Redemoinho                                              | Indicado  |
| 2020 | Prêmio Contigo! de TV                              | Melhor Ator Coadjuvante de Novela/série    | Amor de Mãe                                             | Indicado  |
| 2020 | Melhores do Ano Minha Novela                       | Melhor Ator Coadjuvante (voto da redação)  | Amor de Mãe                                             | Venceu    |
| 2020 | Prêmio Área VIP                                    | Melhor Ator                                | Amor de Mãe                                             | Indicado  |
| 2021 | Melhores do Ano - RD1                              | Melhor Ator Coadjuvante                    | Amor de Mãe                                             | Indicado  |
| 2021 | Melhores do Ano                                    | Melhor Ator de Novela                      | Amor de Mãe                                             | Indicado  |
| 2021 | Prêmio Contigo! de TV                              | Melhor Ator Coadjuvante de Novela ou Série | Amor de Mãe                                             | Indicado  |
| 2021 | Prêmio Guarani de Cinema Brasileiro                | Melhor Ator                                | Fim de Festa                                            | Venceu    |
| 2021 | Festival Sesc Melhores Filmes                      | Melhor Ator Nacional                       | Fim de Festa                                            | Venceu    |
| 2021 | Prêmio Platino                                     | Melhor Interpretação Masculina             | Fim de Festa                                            | Indicado  |
| 2021 | Grande Prêmio do Cinema Brasileiro                 | Melhor Ator                                | Fim de Festa                                            | Indicado  |
| 2022 | Festival Sesc Melhores Filmes                      | Melhor Ator Nacional                       | Piedade                                                 | Indicado  |
| 2022 | CCXP Awards                                        | Melhor Ator Filme (Brasil)                 | Piedade                                                 | Indicado  |
| 2022 | Grande Prêmio do Cinema Brasileiro                 | Melhor Ator                                | Piedade                                                 | Indicado  |
| 2022 | Prêmio Guarani de Cinema Brasileiro                | Ator                                       | Piedade                                                 | Indicado  |
| 2022 | Troféu AIB de Imprensa                             | Melhor Ator                                | Pantanal                                                | Indicado  |
| 2022 | Prêmio Melhores do Ano Social1                     | Melhor Ator                                | Pantanal                                                | Pendente  |
| 2022 | Poc Awards                                         | Ator                                       | Pantanal                                                | Indicado  |
| 2023 | Festival Sesc Melhores Filmes                      | Melhor Ator Nacional                       | A Mesma Parte de um Homem                               | Indicado  |
| 2024 | Prêmio iBest                                       | Influenciador Pernambuco                   | Irandhir Santos                                         | Indicado  |
| 2024 | BreakTudo Awards                                   | Melhor Ator Nacional                       | Renascer                                                | Pendente  |
| 2024 | Prêmio Noticiasdetv.com                            | Melhor Ator Coadjuvante                    | Renascer                                                | Pendente  |
| 2024 | Prêmio Área VIP                                    | Melhor Personagem                          | Renascer                                                | Pendente  |
| 2024 | Melhores do Ano - Duh Secco                        | Melhor Ator Coadjuvante                    | Renascer                                                | Pendente  |